# Западный (хутор, Тихорецкий район)
За́падный — упразднённый в 1974 году хутор в Тихорецком районе Краснодарского края России. Находился на территории современного Новорождественского сельского поселения. В конце XX века — урочище Западное.

## География
Находился на степной Кубано-Приазовской равнине в северо-восточной части края, в долине реки Челбас.

## История
Упразднён решением Краснодарского краевого Совета народных депутатов № 868 от 26.12.1974.

## Инфраструктура
Действовала ОТФ.